# Rossia
Rossia Owen, 1834 è un genere di molluschi cefalopodi appartenenti alla famiglia Sepiolidae.

## Descrizione
Le seppie di questo genere presentano un mantello largo e ovale, con il margine posteriore arrotondato e che può essere fuso alla testa o libero. La cavità del mantello è divisa da un sottile setto. 
Le pinne sono grandi, con lobi anteriori pronunciati. Sono attaccate a metà del mantello e la loro lunghezza supera quella della zona di attacco. Gli occhi sono grandi e coperti da membrane cornee. La cartilagine di chiusura del mantello è semplice e lineare.
Hanno braccia corte e prive di membrane protettive in entrambi i sessi; le membrane tra le braccia III e IV avvolgono la base dei tentacoli solo esternamente, senza formare una sacca. È presente un braccio copulatore (hectocotylus).
I tentacoli sono retrattili e ciascuno porta una clava ben definita. 
L'apparato riproduttivo ha un ovidotto sinistro che è il solo ad essere sviluppato. Le uova che le Rossia producono sono grandi. 
Sulle braccia sono presenti 2-4 file di ventose, di dimensioni piuttosto ridotte. Le clave tentacolari recano 5-16 file trasversali di ventose di media grandezza.
Nel maschio, entrambe le braccia dorsali sono ectocotilizzate da una membrana ventrale o da una piega di tessuto ispessito, come nel caso della R. moelleri).

## Tassonomia
Comprende 10 specie:
- Rossia brachyura Verrill, 1883
- Rossia bullisi G. L. Voss, 1956
- Rossia hyatti Verrill, 1878
- Rossia macrosoma (Delle Chiaje, 1830)
- Rossia megaptera A. E. Verrill, 1881
- Rossia moelleri Steenstrup, 1856
- Rossia mollicella Sasaki, 1920
- Rossia pacifica S. S. Berry, 1911
- Rossia palpebrosa Owen, 1834
- Rossia tortugaensis G. L. Voss, 1956